# Antonio Gemo
Antonio Gemo (Monselice, 27 dicembre 1914 – ...) è stato un calciatore e allenatore di calcio italiano, di ruolo attaccante.

## Caratteristiche tecniche
Impostato inizialmente come terzino, ha poi giocato principalmente come centravanti o come mezzala; era dotato di buona velocità e mezzi atletici con cui suppliva alle proprie carenze di natura tecnica.

## Carriera
Inizia l'attività calcistica nel Dopolavoro Montagnana, con cui partecipa al campionato di Terza Divisione 1931-1932; contemporaneamente si dedica anche all'atletica leggera. Nel 1932 si trasferisce al Rovigo, in Prima Divisione, e vi rimane per tre stagioni, nelle quali viene globalmente poco impiegato (4 presenze complessive).
Nel 1935, posto in lista di trasferimento d'autorità, si trasferisce al Treviso, dovendo svolgere il servizio militare nel capoluogo della Marca, e disputa una sola partita nel campionato di Serie C 1935-1936, il 9 febbraio 1936 contro la Pro Gorizia; torna quindi al Rovigo e nel 1937 scende in Seconda Divisione con il S.A.F.F.A. Este.
Nel 1938 viene ingaggiato dal Piacenza, militante in Serie C, per sostituire il centravanti Giovanni Gaddoni ceduto al Torino. Con gli emiliani disputa il suo miglior campionato, realizzando 19 reti in 24 partite, e si segnala come uno dei migliori elementi della terza serie; ciononostante, la squadra allenata da Guglielmo Zanasi manca la promozione in Serie B, anche a causa di un calo di rendimento del centravanti veneto nella seconda parte della stagione.
La positiva stagione piacentina gli vale l'ingaggio della Fiorentina, neopromossa in Serie A. Esordisce nella massima serie il 1º dicembre 1939, nella sconfitta interna per 3-2 contro la Lazio, e disputa una sola ulteriore partita, la settimana successiva sul campo del Novara; nonostante le buone prove in precampionato, nelle sue apparizioni si dimostra non adeguatamente preparato dal punto di vista tecnico. A fine stagione viene ceduto al Vicenza, in Serie B, dove tuttavia non è mai impiegato.
Nel 1941 i berici lo cedono in prestito al Bassano, in Serie C, dove ricopre anche i ruoli di capitano e allenatore; rientra poi al Vicenza, che lo cede definitivamente nell'estate 1942, quando si accasa alla Ponziana.
Termina l'attività calcistica nel Monselice e nelle sue ultime stagioni da calciatore apre una trattoria nel paese natio.

## Palmarès

### Giocatore

#### Competizioni nazionali
- Coppa Italia: 1

Fiorentina: 1939-1940